# Army Black Knights

Army Black Knights Logo

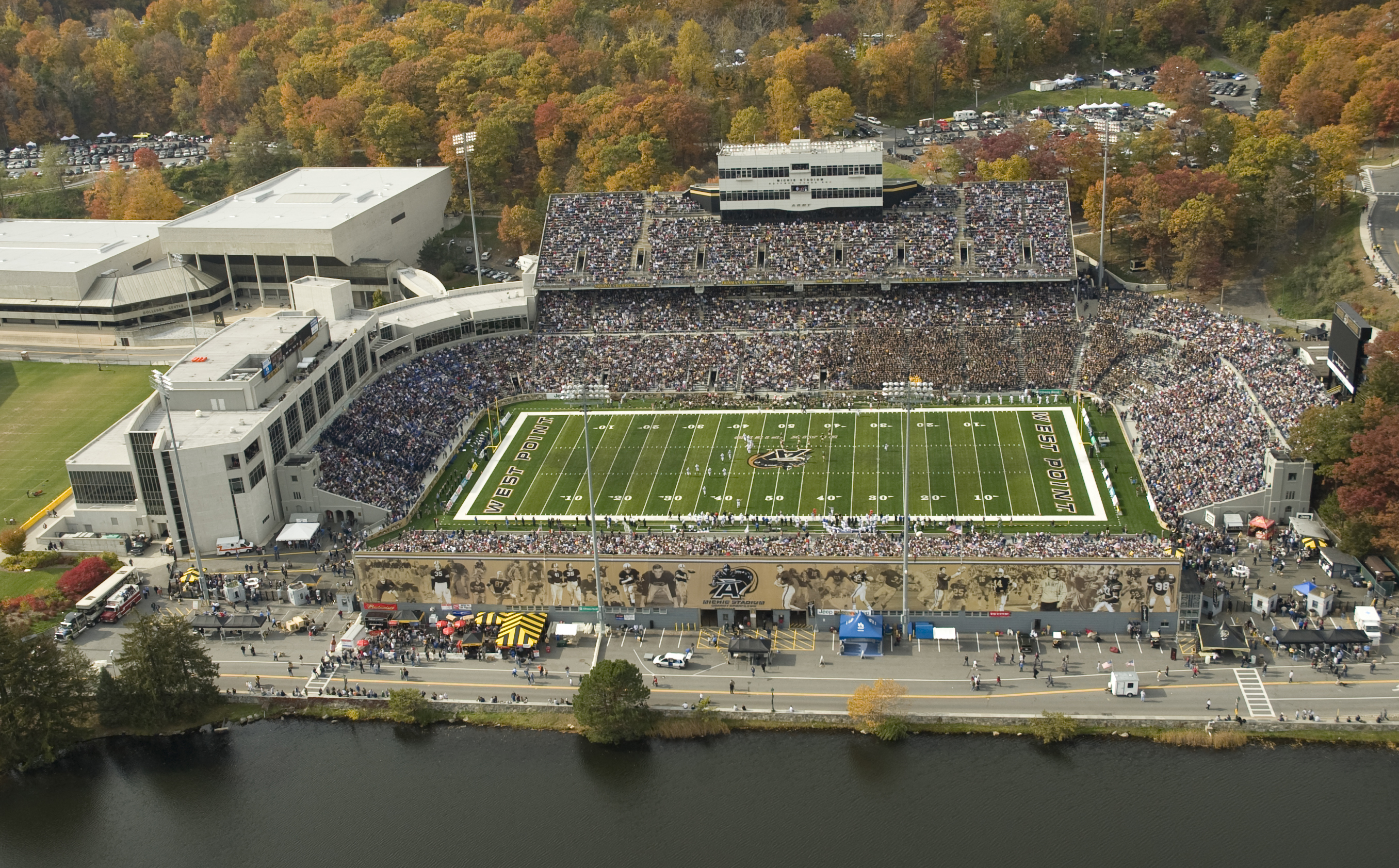
Army American-Football-Stadion

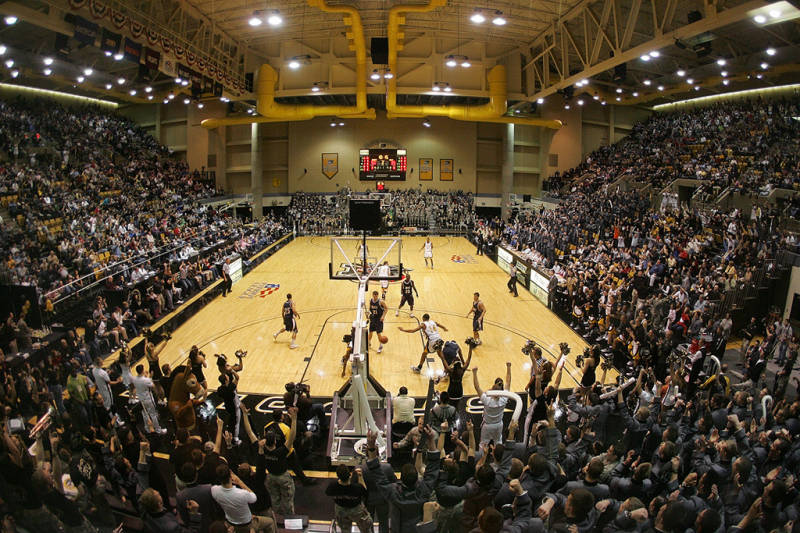
Army Basketball-Arena

Die Army Black Knights sind die Sportteams der United States Military Academy. Die 25 verschiedenen Sportteams nehmen an der NCAA Division I als ein Mitglied der Patriot League, mit Ausnahme der Eishockey-Mannschaft, die in der Konkurrenz Atlantic Hockey Konferenz, und der American Footballmannschaft, die als Unabhängiger konkurriert.
Die Football-Mannschaft trat ab der Saison 2024 der American Conference bei.

## Sportarten
Die Black Knights bieten folgende Sportarten an:
Herren Teams
- Baseball
- Basketball
- Crosslauf
- American Football
- Golf
- Gymnastik
- Eishockey
- Lacrosse
- Rugby
- Fußball
- Schwimmsport & Wasserspringen
- Sprint Football – eine gewichtsbeschränkte Form des American Football, die nicht von der NCAA betrieben wird
- Tennis
- Leichtathletik
- Freistilringen

Frauen Teams
- Basketball
- Crosslauf
- Lacrosse
- Rugby
- Fußball
- Softball
- Schwimmsport & Wasserspringen
- Tennis
- Leichtathletik
- Volleyball

Männer und Frauen-Teams
- Sportschießen

## Bekannte ehemalige Spieler

### Basketball
- Mike Krzyzewski; Naismith Memorial Basketball Hall of Fame (2001)

### American Football
- Omar N. Bradley
- Dwight D. Eisenhower
- Norman Schwarzkopf junior
- Alejandro Villanueva – Ehemaliger NFL-Offensive-Tackle

### Eishockey
- Dan Hinote; Colorado Avalanche, St. Louis Blues